# Amazoopsis gracilis
Amazoopsis gracilis är en bladmossart som beskrevs av J.J.Engel et G.L.Merr.. Amazoopsis gracilis ingår i släktet Amazoopsis och familjen Lepidoziaceae. Inga underarter finns listade i Catalogue of Life.